# Лазар Томов
Лазар Томов Крайнов с псевдоним Хораций е български общественик и революционер, деец на Вътрешната македоно-одринска революционна организация, председател на Серския окръжен комитет.

## Биография

### Образование
Лазар Томов е роден на 12 ноември 1878 година в разложкото село Годлево, тогава в Османската империя, в семейството на Тома Марков Крайнов и Кипра Томова. Баща му умира след два побоя от турци. Лазар Томов завършва първоначалното българско училище в Годлево, след което българската прогимназия в Банско, където съученици са му Димитър Попиванов, бъдещ музикален деец и Симеон Попконстантинов, негов братовчед и по-късно също активист на ВМОРО. В Банско му преподават революционерите Лука Поптеофилов, Иван Бележков, Никола Бояджиев, Георги Басмаров, Димитър Молеров, Георги Голев, Господин Чучулайн и Костадин Кошоюв. Попиванов, който учи в трети курс в Педагогическото училище в Кюстендил убеждава Томов и Попконстантинов да продължат образованието си там и през август 1892 година те заминават за Кюстендил в Свободна България. В гимназията заедно с други ученици македонски българи организират Младежко македонско дружество.

### Учител в Мехомия и Банско
След завършването си в 1896 година, Томов става учител в българската прогминазия в разложкото градче Мехомия. В Мехомия с него преподават Иван Бележков, директор, Благой Даскалов, Петър Лачинов, Димитър Ш. Тасев, Славчо Манев, Георги Найденски, Благой Икономов от Разложко и учителката Мария Астарджиева от Неврокоп. В Разлога дейци на ВМОРО са Лука Поптеофилов, Иван Бележков, Иван Каназирев, Константин Саев и Димитър Тодев. В 1896/1897 година обаче в Банско от Щип е преместен за учител лидерът на Организацията Гоце Делчев и разложката мрежа на ВМОРО се разширява. През ноември 1896 година Делчев заклева за член на Организацията и Лазар Томов, а след това урежда Мехомийския революционен комитет в състав Иван Бележков, председател, Иван Каназирев, секретар-касиер и Дафе Захов, Лазар Томов и Георги Рачев, членове.
На следната учебна 1897/1898 година Иван Бележков е преместен за главен учител в Неврокоп и училището в Мехомия е оглавено от Томов. Възложено му е да инспектира училищата в цялата околия и така получава възможност да заздрави революционната организация в Разложко и да уреди революционни комитети в някои изостанали села.
Следващите две учебни години 1898/1899 и 1899/1890 година Томов е главен учител в Банско, където заедно с всички останали учители е член на революционния комитет на ВМОРО.

### Студент в София
По съвет на Димитър Молеров заминава за София и се записва да учи в Историко-филологическия факултет на Висшето училище. В София с Молеров членува и в Разложкото просветно дружество, както и в Македонското студенство дружество.
По време на Илинденско-Преображенското въстание е войвода на чета в Разложко.
През 1904 година завършва философия и педагогика в Софийския университет, след което се прехвърля в Сяр, където учителства в българското педагогическо училище и става председател на окръжния комитет на ВМОРО. Лазар Томов, макар и член на Сярската група, заедно с другите делегати на комитета Атанас Саев и Владимир Благоев се противопоставя на Яне Сандански и опитите му да разцепи ВМОРО. Делегат е от Серския революционен окръг на Рилски конгрес от 1905 година.
Преследван от властите, бяга в България и е учител в Бургас. След Младотурската революция в 1908 година се връща в Османската империя и е неврокопски училищен инспектор. След закриването на института на училищните инспектори е учител в Сяр и Скопие.
Участва в Първата световна война, а след нея преподава във Втора мъжка гимназия в София. По случай 15-ата годишнина от Илинденско-Преображенското въстание, през 1918 година, за заслуги към постигане на българския идеал в Македония, Лазар Томов е награден с орден „Свети Александър“.
Участва като делегат от Петровското македонско братство в обединителния конгрес на Македонската федеративна организация и Съюза на македонските емигрантски организации от януари 1923 година.
От 1930 година е подпредседател на Илинденската организация, а между 1939 и 1944 година е неин председател. Участва в дейността на македонските братства. В 1925 година влиза в редакцията на „Илинден“. Издава „Спомени за революционната дейност в Серски окръг“ (1953) и публикува статии в „Илюстрация Илинден“. Участва в подготвянето и издаването на Албум-алманах „Македония“. Член е на Македонския научен институт.

На 23 май 1941 година след навлизането на българските войски във Вардарска Македония Томов се завръща в Скопие, където носи знамето на дружеството Вардарски юнак, което е опазил след неговото закриване през 1918 година. Участва във формирането на местния клон на Илинденската организация в Битоля. На 4 май 1943 година произнася пламенна реч на лобното място на Гоце Делчев по повод годишнината от смъртта му, в която се казва: 
| „ | Драги братя българи, с неизразима радост и с изблик на най-сърдечни чувства идем почти от всички краища на хубавата българска земя да се поклоним пред светлата памет на големия български син Гоце Делчев и на неговите достойни другари Димитър Гущанов, Евстати, Стефчо и Кольо паднали в борба срещу вековния враг... Наред с това ние идем да споделим с Вас големата радост по случай освобождението на Вашия край, както и да се попитаме, кои беха творците на това велико дело, върху костите на които се създаде свободата на скъпата ни родина. | “ |

В края на 1951 година югославското правителство внася меморандум в Организацията на обединените нации, в който населението в Пиринска Македония е обявено за „югославско малцинство“, преследвано и тероризирано от властите в София. Видни стари македонски революционери – Георги Попхристов, Андон Кьосето, Димитър Занешев, Лазар Томов, Александра Хаджидимова, съпругата на Васил Чекаларов Олга Чекаларова – се обявяват в специална декларация против югославските претенции.
Лазар Томов умира на 3 март 1961 година в София. Негов личен архивен фонд се съхранява в Държавна агенция „Архиви“.